# گوزده کیردار سونسیرما
گوزده کیردار سونسیرما (انگلیسی: Gözde Kırdar Sonsırma؛ زادهٔ ۲۶ ژوئن ۱۹۸۵) بازیکن والیبال زن اهل ترکیه است.